# Vestistilus vacca
Vestistilus vacca är en insektsart som beskrevs av Fowler. Vestistilus vacca ingår i släktet Vestistilus och familjen hornstritar. Inga underarter finns listade i Catalogue of Life.